# Volksdorf (metropolitana di Amburgo)
Volksdorf è una fermata della metropolitana di Amburgo, sulla linea U1, stazione di raccordo per Großhansdorf e Ohlstedt.

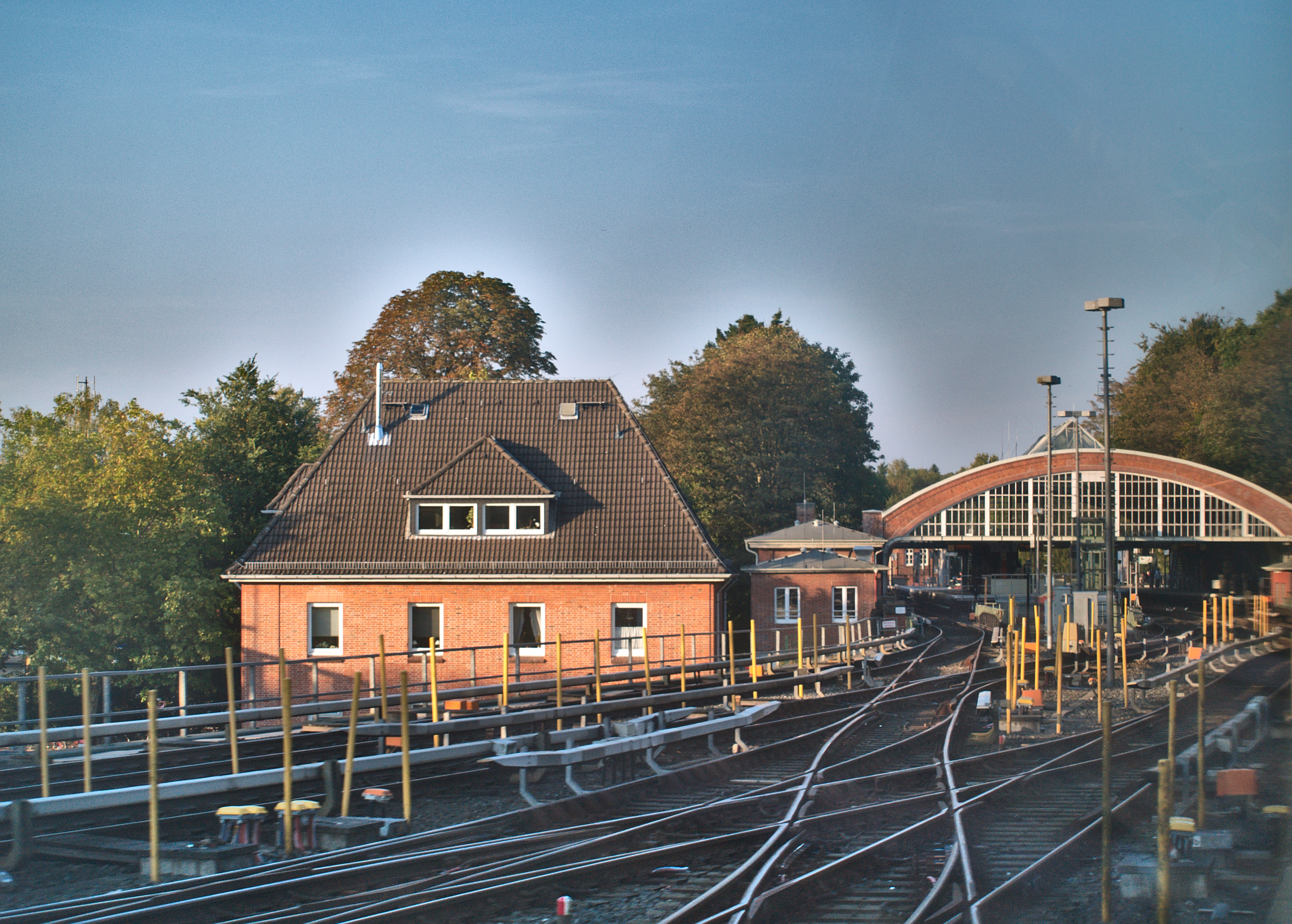
Banchine in fondo